# Amelie (grup)
|  | Aquest article tracta sobre el grup. Vegeu-ne altres significats a «Amélie». |

Amelie és un grup de power-pop català, nascut el 2009 a Barcelona i inactiu després de 2016. Durant els primers mesos de vida del grup, i que el seu primer tema —«Somiant despert»— tingué una bona rebuda a les xarxes socials, Amelie guanyà el concurs que organitzà la promotora Under Eighteen per a obrir el primer concert a Barcelona dels americans All Time Low.
Un any i mig després de començar amb el grup, i haver signat un contracte amb la discogràfica Música Global, Amelie va treure al mercat el 2011 el seu primer àlbum Somiant desperts. Aquest disc els va permetre guanyar diversos premis de música per votació popular, com els premis Enderrock al millor grup revelació i millor web, i el Premi Disc Català de l'Any, de Ràdio 4.
El juliol i agost de 2012 van tornar a tancar-se a l'estudi de gravació de la mà dels germans productors Xasqui i Toni Ten, donant pas el 29 d'octubre al nou disc titulat És el moment.
Es van presentar Take the world el 2015, amb una reedició de l'àlbum l'any següent.

## Discografia
- Somiant desperts (Música Global, 2011)
- És el moment (Música Global, 2012)
- Take the world (Warner Music Spain, 2015)
  - Take the world (reedició) (2016)